# Був би світ моїм
«Був би світ моїм» (англ. Were the World Mine) — повнометражний музичний фільм 2008 року, відзнятий режисером Томом Густафсоном.

## Сюжет
Музична романтична фантазія за мотивами шекспірівського «Сну літньої ночі». Тімоті — хлопчина-гей, що вчиться у приватній школі для хлопчиків, таємно закоханий у гравця в регбі Джонатана, одного з найкрутіших хлопців у школі. Обидва вони вивчають літературу в класі міс Теббіт, яка вирішує задіяти обох хлопців у своїй постановці п'єси Шекспіра в шкільному театрі. Вона хоче поставити п'єсу так, як їх ставили в часи самого Шекспіра, коли, як відомо, акторами були тільки чоловіки і навіть жіночі ролі теж виконували чоловіки. Під час вивчення тексту п'єси, Тімоті розкриває рецепт любовного соку Купідона. Використовуючи цю формулу, він створює чарівну квітку, нектар якої має магічну силу. Будь-хто, кому в очі потрапить сік цієї рослини, відразу ж закохується в того, чиє обличчя побачить першим.
В процесі постановки п'єси за допомогою цієї квітки Тімоті домагається кохання гетеросексуала Джонатана. А потім разом вони перетворюють на геїв і лесбійок жителів міста. Хлопці щасливі, але щастя це ілюзорно, адже Тімоті воно дісталося за допомогою чарівних чар. Не можна вічно жити в казці. Рано чи пізно доводиться повертатися в реальний світ. На прохання міс Теббіт він повернув все назад на свої місця.
Джонатан, на якого більше не діє магія квітки, несподівано з'являється і цілує Тімоті. Але цього разу кохання справжнє.
У фіналі міс Теббіт, яка, схоже, якимсь магічним чином керувала усією цією історією, запитує у глядача: «Хто наступний»?

## У ролях
- Теннер Коен — Тімоті
- Натаніель Девід Беккер — Джонатан
- Венді Робі — вчителька літератури міс Теббіт
- Джуді Маклейн — мати Тімоті
- Зельда Вільямс — Френке
- Рікі Голдман — Макс
- Паркер Крофт — Купер
- Джилл Ларсон — Нора
- Кристіан Столте — тренер Дріскілл
- Йоні Соломон — Бредлі
- Коллін Скемп — Бекі
- Бред Букаускас — Коул
- Девід Дарлоу — доктор Лоренс Беллінгер

## Музичні номери
1. «Oh Timothy» — Джонатан
2. «Pity» — Френке
3. «Audition» — Тімоті
4. «Be As Thou Wast Wont» — Тімоті і Міс Теббіт
5. «He's Gay» — Фрінкі
6. «Were the World Mine» — Тімоті і Джонатан
7. «The Course of True Love» — Тімоті, Фрінкі, Макс, Нора, Дана и Купер
8. «All Things Shall Be Peace» — Міс Теббіт і Тімоті
9. «Sleep Sound» — Тімоті
10. «Pyramus and Thisby» — Фрннкі і Купер

Альбом з саундтреками випущено на CD лейблом PS Classics 11 листопада 2008 року. У фільмі звучать декілька пісень, не включені в альбом від PS Classics: «Relax, Take It Easy» у виконанні Міки, «The Magic Position» у виконанні Патріка Вульфа і «Cock Star» — The Guts у виконанні Теннера Коена.

## Додаткова інформація
- Том Густафсон у 2003 році зняв короткометражний фільм «Феї» (англ. Fairies), що став прообразом фільму «Якби весь світ був моїм». Роль міс Теббіт в цій короткометражці також виконує Венді Робі.[2]
- Фільм «Якби весь світ був моїм» був знятий всього за 4 тижні в районі Чикаго.
- Діалоги героїв фільму містять оригінальний і адаптований текст комедії Вільяма Шекспіра «Сон літньої ночі».[3]
- Підбираючи виконавця ролі Тімоті, творці фільму звернули свою увагу на акторів з «Класного мюзиклу», агенти яких відповідали, що ніколи і жодним чином їх клієнти «не гратимуть геїв або не зніматимуться у фільмі про геїв». Тоді вирішили провести свій власний кастинг в Чикаго, Лос-Анджелесі і Нью-Йорку і знайшли Теннера Коена, який, за словами Тома Густафсона, зіграв Тімоті так, як це не змогла б зробити жодна з порожніх зірок «Класного мюзиклу»[4].

## Визнання
| Нагороди та номінації фільму «Був би світ моїм» | Нагороди та номінації фільму «Був би світ моїм»                                   | Нагороди та номінації фільму «Був би світ моїм»                | Нагороди та номінації фільму «Був би світ моїм» | Нагороди та номінації фільму «Був би світ моїм» | Нагороди та номінації фільму «Був би світ моїм» |
| Рік                                             | Кінофестиваль/кінопремія                                                          | Категорія/нагорода                                             | Номінант                                        | Результат                                       |                                                 |
| ----------------------------------------------- | --------------------------------------------------------------------------------- | -------------------------------------------------------------- | ----------------------------------------------- | ----------------------------------------------- | ----------------------------------------------- |
| 2008                                            | Лос-анджелеський ЛГБТ-кінофестиваль                                               | Гран-прі журі за найкращий американський драматичний фільм     | Був би світ моїм                                | Перемога                                        |                                                 |
| 2008                                            | Флоридський кінофестиваль                                                         | Приз глядацьким симпатій за видатний художній фільм            | Був би світ моїм                                | Перемога                                        |                                                 |
| 2008                                            | ЛГБТ-кінофестиваль в Індіанаполісі                                                | Найкращий на фестивалі                                         | Том Густафсон                                   | Перемога                                        |                                                 |
| 2008                                            | Міжнародний кінофестиваль геївського і лесбійського кіно у Форт-Ворт (Техас, США) | Найкращий фільм                                                | Був би світ моїм                                | Перемога                                        |                                                 |
| 2008                                            | Нешвіллський кінофестиваль                                                        | Найкращий ЛГБТ-фільм                                           | Був би світ моїм                                | Перемога                                        |                                                 |
| 2008                                            | Нешвіллський кінофестиваль                                                        | Найкраща музика до драматичного фільму                         | Джессіка Фогль, Корі Крукеберг, Кім Сендаскі    | Перемога                                        |                                                 |
| 2008                                            | Філадельфійський міжнародний гей-гесбійський кінофестиваль                        | Scion Award for First Time Director                            | Том Густафсон                                   | Перемога                                        |                                                 |
| 2008                                            | Міжнародний кінофестиваль в Род-Айледні                                           | Приз глядацьких симпатій за найкращий художній фільм           | Був би світ моїм                                | Перемога                                        |                                                 |
| 2008                                            | Лесбійсько-геївський кінофестиваль в Сіетлі                                       | Приз журі найкращому режисерові                                | Том Густафсон                                   | Перемога                                        |                                                 |
| 2008                                            | Лесбійсько-геївський кінофестиваль в Сіетлі                                       | Приз журі найкращому новому режисерові                         | Том Густафсон                                   | Перемога                                        |                                                 |
| 2008                                            | Міжнародний Геївсько-лесбійський кінофестиваль у Тампі                            | Приз глядацьких симпатій за улюблений чоловічий художній фільм | Був би світ моїм                                | Перемога                                        |                                                 |
| 2008                                            | Міжнародний Геївсько-лесбійський кінофестиваль у Тампі                            | Приз глядацьких симпатій найкращому акторові                   | Теннер Коен                                     | Перемога                                        |                                                 |
| 2008                                            | Міжнародний Геївсько-лесбійський кінофестиваль у Тампі                            | Приз глядацьких симпатій найкращій акторці                     | Венді Робі                                      | Перемога                                        |                                                 |
| 2008                                            | Міжнародний Геївсько-лесбійський кінофестиваль у Тампі                            | Приз глядацьких симпатій за найкращий сценарій                 | Том Густафсон, Корі Крукеберг                   | Перемога                                        |                                                 |
| 2008                                            | Туринський гей-лесбійський кінофестиваль                                          | Приз глядацьких симпатій за найкращий художній фільм           | Був би світ моїм                                | Перемога                                        |                                                 |
| 2008                                            | Лесбійсько-геївський кіно-відео фестиваль «Навиворіт» у Торонто                   | Приз глядацьких симпатій за найкращий художній фільм           | Був би світ моїм                                | Перемога                                        |                                                 |
| 2008                                            | Вудстокський кінофестиваль                                                        | Приз за найкращий монтаж                                       | Дженніфер Ліллі                                 | Перемога                                        |                                                 |
| 2008                                            | Ванкувер Квір кінофестиваль                                                       | Приз глядацьких симпатій за найкращий повнометражний фільм     | Був би світ моїм                                | Перемога                                        |                                                 |